# مطماطه الجدیده

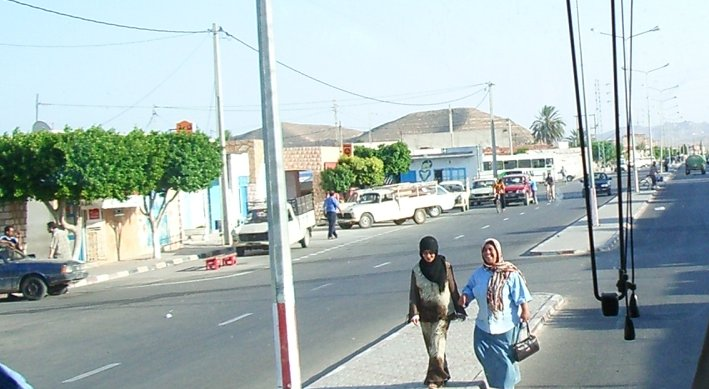
مطماطه الجدیده

مطماطه الجدیده (به عربی: مطماطة الجدیدة) یک منطقهٔ مسکونی در تونس است که در استان قابس واقع شده‌است. مطماطه الجدیده ۶٬۶۴۲ نفر جمعیت دارد.